# Suzetrigin
Suzetrigin ist eine Verbindung aus der Gruppe der Pyridinderivate.  Pharmakologisch ist es ein erster Vertreter einer neuen Schmerzmittelklasse und wurde unter dem Handelsnamen Journavx (Hersteller: Vertex Pharmaceuticals) im Januar 2025 in den USA von der FDA zugelassen.

## Eigenschaften
Die Wirkung Suzetrigins basiert auf einer selektiven allosterischen Hemmung des spannungsgesteuerten Natriumkanals NaV1.8, der an der Weiterleitung von Schmerzen in sensorischen Nervenzellen des peripheren Nervensystems beteiligt ist. Die Hemmung basiert auf der Stabilisierung der geschlossenen Konformation des Natriumkanals NaV1.8 nach der Bindung von Suzetrigin. Es ist (zu 50 mg) in den USA für die orale Behandlung mittlerer bis starker akuter Schmerzen bei Erwachsenen zugelassen. Bei Markteinführung kostete eine Kapsel 15,50 US-Dollar. Die Sicherheit und Wirksamkeit bei Kindern ist unbekannt. Für die Schmerzbehandlung erhielt Suzetrigin von der FDA die Einstufungen Breakthrough Therapy, Fast Track und Priority Review  für eine beschleunigte Bearbeitung des Zulassungsantrags.
Die wichtigste Klasse starker Schmerzmittel, Opioide, bringen durch ihre Wirkung auf Opioidrezeptoren im Zentralnervensystem ein hohes Abhängigkeits- und Missbrauchpotential mit sich. Suzetrigin beeinflusst diese Rezeptoren nicht, mit Stand Januar 2025 gibt es keine Hinweise auf ein Abhängigkeits- oder Missbrauchspotential beim Menschen.

## Nebenwirkungen
Häufige unerwünschte Arzneimittelwirkungen nach Einnahme von Suzetrigin sind Juckreiz, Hautausschlag, Muskelkrämpfe und erhöhte Kreatinkinase-Werte. Zu den leichten Nebenwirkungen gehören Übelkeit, Verstopfung, Kopfschmerzen und Schwindel. Die langfristige Sicherheit und die Nebenwirkungen sind noch nicht geklärt (Stand 2024). In vorläufigen Untersuchungen zeigte Suzetrigin keine schwerwiegenden neurologischen, verhaltensbezogenen oder kardiovaskulären Auswirkungen.

## Kontraindikationen
Suzetrigin darf nicht zusammen mit starken CYP3A-Hemmstoffen eingenommen werden. Ebenso kann ein Verzehr von Grapefruit den Abbau von Suzetrigin verlangsamen.

## Handelsnamen
- Journavx (USA)

Ein Zulassungsantrag für die Vermarktung in der EU wurde (Stand Februar 2025) noch nicht gestellt.